# Cot Muda Itam
Cot Muda Itam is een bestuurslaag in het regentschap Aceh Timur van de provincie Atjeh, Indonesië. Cot Muda Itam telt 576 inwoners (volkstelling 2010).